# Zalika
Zalika je žensko osebno ime.

## Izvor imena
Ime Zalika je različica ženskega imena Rozalija.

## Pogostost imena
Po podatkih Statističnega urada Republike Slovenije je bilo na dan 31. decembra 2007 v Sloveniji število ženskih oseb z imenom Zalika: 52.

## Osebni praznik
V koledarju je ime Zalika skupaj z imenom Rozalija; god praznuje 4. septembra.